# Liste de jeux Windows (X)
Cette liste de jeux Windows dont le titre commence par la lettre X recense des jeux vidéo sortis sur le système d'exploitation Windows pour PC.
Pour un souci de cohérence, la liste utilise les noms français des jeux, si ce nom existe.
Cette liste est découpée, il est possible de naviguer entre les pages via le sommaire.
- X-Blades
- X-Change
- X-Change 2
- X-Change 3
- X-COM: Apocalypse
- X-COM: Enforcer
- X-COM: First Alien Invasion
- X-COM: Interceptor
- X-COM: Terror from the Deep
- X-Factor, The: Sing
- X-Files, le jeu (The)
- X-Files, The: Unrestricted Access
- X-Fools, The: The Spoof is out There
- X-Games: Pro Boarder
- X-Men 2 : La Vengeance de Wolverine
- X-Men, le jeu officiel
- X-Men Origins: Wolverine
- X-Men Cartoon Maker
- X-Men Legends II : L'Avènement d'Apocalypse
- X-Men: The Ravages of Apocalypse
- X-Men vs. Street Fighter
- X-Morph: Defense
- X-Moto
- X-Plane
- X-Plane 5
- X-Plane 6
- X-Plane 7
- X-Plane 8
- X-Plane 9
- X-Plane 10
- X-Plane 11
- X: Beyond the Frontier
  - X-Tension
- X2: The Threat
  - X2: The Return
- X3: Reunion
- X3: Terran Conflict
- X3: Albion Prelude
- X4: Foundations
- X Rebirth
- Xak: The Art of Visual Stage
- Xak II: Rising of the Redmoon
- Xak: The Tower of Gazzel
- Xanadu
- Xanadu Next
- XBill
- Xblaze Code: Embryo
- Xblaze Lost: Memories
- XCOM: Enemy Unknown
  - XCOM: Enemy Within
- XCOM 2
  - XCOM 2: War of the Chosen
- XCOM: Chimera Squad
- Xenic[1]
- Xenocracy
- Xenon 2000: Project PCF
- Xenon Racer
- Xenonauts
- XenoShyft: Onslaught
- Xeodrifter
- Xiama
- XIIZEAL
- XIII (2003)
- XIII (2020)
- XIII : Identité perdue
- XIII Century: Death or Glory
  - XIII Century: Blood of Europe
- XING: The Land Beyond
- Xotic
- Xpand Rally
- XPilot
- Xplora1: Peter Gabriel's Secret World
- Xtom 3D
- Xtreme Air Racing
- Xyanide: Resurrection

| Sommaire : | Haut - A B C D E F G H I J K L M N O P Q R S T U V W X Y Z 0-9 |